# East StratCom Task Force
La East StratCom Task Force (ESCTF) è una struttura del Servizio europeo per l'azione esterna, focalizzata sulla "comunicazione efficace" e promozione delle attività dell'Unione europea nell'Europa orientale (includendo in questa regione anche Armenia, Azerbaigian, Bielorussia, Georgia, Moldova e Ucraina) e oltre arrivando alla Russia. Dall'Aprile 2022 la sua attività include anche il debunking della disinformazione proveniente dalla Cina, aggiungendo tre esperti specifici nel team.
Il progetto più importante di questa task force è EUvsDisinfo, sito web, in tredici lingue, che include un database di articoli e media che ESCTF ha valutato che forniscano informazioni false, distorte o parziali nel loro contenuto.

## Storia e missione
L'ESTF è una delle numerose organizzazioni con lo scopo di opporsi alla propaganda che tenta di minare le norme e l'identità collettiva dell'Unione Europea, in particolare la propaganda proveniente dalla Russia. Il suo slogan "Domanda ancora di più" (Question even more) vuole essere la risposta a "Domanda di più" (Question more) di RT.
La creazione dello ESCTF fu decisa al termine della riunione del Consiglio europeo del 19 e 20 marzo 2015 e la struttura divenne effettiva nel settembre dello stesso anno, quando il Servizio europeo per l'azione esterna era guidato da Federica Mogherini, in cui venne formulata l'osservazione sulla "necessità di affrontare le campagne di disinformazione in corso di esecuzione da parte Russia". Inizialmente, il progetto era fondato su donazioni dei paesi europei ed il suo team era composto da dieci persone, di cui soltanto una (un ex giornalista ceco) lavorava a tempo pieno. Il suo finanziamento col bilancio dell'UE iniziò nel 2018.
La task force di East Stratcom ha lo scopo di segnalare su quali argomenti la comunicazione strategica dell'UE deve essere migliorata o in cosa l'UE è soggetta a campagne di disinformazione. Queste segnalazioni sono messe a disposizione della leadership politica dell'UE, dei servizi stampa, delle delegazioni dell'UE e degli Stati membri dell'UE e inoltre sono destinate al grande pubblico. Il gruppo è strutturato per sviluppare campagne di comunicazione specifiche per un pubblico selezionato per rilevanza e focalizzato su questioni specifiche di rilevanza per quel pubblico, comprese le questioni locali. Le azioni dell'ESTF si allineano sull'operato della UE e sono coerenti con i suoi più ampi sforzi di comunicazione, comprese le attività delle istituzioni dell'UE e degli Stati membri dell'UE.

## Attività
L'opera di comunicazione del team si concentra principalmente sui paesi del confine orientale e avviene nelle lingue locali di quei paesi. Viene diffusa attraverso i canali dei social media delle delegazioni dell'UE nella regione ed è anche trasmessa in televisione e altri media ed eventi pubblici. Inoltre, la task force, in collaborazione con la Commissione europea, ha guidato la campagna di comunicazione semestrale dell'UE del partenariato orientale culminata nel vertice del partenariato orientale del novembre 2017 a Bruxelles.
Il principale documento del team, scritto per aumentare la consapevolezza sulla disinformazione è il settimanale Disinformation Review (in inglese e russo), lanciato nel novembre 2015.Il suo obiettivo è quello di fornire dati ad analisti, giornalisti e funzionari che si occupano di questa tematica. Disinformation Review contiene anche le ultime notizie e analisi di ciò che la task force definisce "disinformazione pro-Cremlino". Il resoconto completo del lavoro della Task Force riguardo la disinformazione è disponibile sul suo sito web EUvsDisinfo.eu, disponibile in 13 lingue.
Il team gestisce anche il sito web in lingua russa del Servizio europeo per l'azione esterna, nonché l'account Twitter e Facebook . La comunicazione riguarda principalmente la politica estera dell'UE, pubblicando informazioni sulle attività dell'UE, nonché dichiarazioni dell'UE e comunicati stampa attinenti in particolare l'Europa orientale. La maggior parte degli sforzi della struttura sono concentrati nel fornire informazioni su questioni relative alla guerra nel Donbass e all'annessione della Crimea . Una delle principali sfide dell'ESCTF è stata indicata come distinguere la disinformazione dal legittimo dissenso.
ESCTF ha documentato numerosi esempi di propaganda e disinformazione pubblicati dai media russi. Tra il 2015 e il 2016 EUvsDisinfo ha registrato 1.992 casi di disinformazione confermati con una media di 36 ogni settimana. Tra novembre 2015 e agosto 2019, il progetto ha identificato più di 6.000 casi di disinformazione. Tra gli argomenti più comuni c'era il tema della migrazione. A giugno 2020, sono stati registrati 570 casi di disinformazione legati alla pandemia di coronavirus .

## Ricezione
I governi degli Stati membri dell'UE hanno fortemente appoggiato questa task force sin dal suo inizio e vi forniscono la maggior parte del suo personale.
Il Parlamento europeo ha costantemente sostenuto la task force chiedendo personale e risorse adeguate. Per il 2018 il parlamento europeo ha stanziato 1,1 milioni di euro affinché il team si concentri su come contrastare la disinformazione sull'UE in modo più sistematico.
Dichiarazioni
- Pavel Telička, vicepresidente del Parlamento europeo: "Apprezzo molto il fatto che l'Europa abbia esperti che affrontano le campagne di disinformazione in corso in Russia (...). La qualità e la sostanza del loro lavoro è eccezionale. Il loro lavoro è prezioso in quanto ha indicato la natura allarmante della nostra sicurezza europea".[23]
- Keir Giles di Chatham House ha affermato riguardo la task force: "una capacità di fondamentale importanza, ESCTF ha una elevata considerazione tra gli esperti".[24]
- Il commissario dell'Unione per la sicurezza europea Julian King ha osservato che la task force di East Stratcom "ha raccolto più di 3.500 esempi di disinformazione pro-Cremlino che contraddicono notizie pubblicamente disponibili ripetute in molte lingue in molte occasioni";[25] "Ha anche lanciato un servizio in lingua russa da Bruxelles, fornendo aggiornamenti e informazioni di base basate sui fatti sull'Unione Europea per i giornalisti di lingua russa. L'obiettivo è aumentare la visibilità e una rappresentazione più accurata delle politiche dell'UE nei media in lingua russa. Fornisce una revisione settimanale della disinformazione. Il loro account Twitter garantisce chele analisi della Task Force raggiungano fino a 2 milioni di persone al mese, oltre ai loro regolari incontri. Questo lavoro è molto importante».[26]
- Rebecca Harms, membro del Parlamento europeo (MEP) dalla Germania e membro del gruppo dei Verdi: "È importante avere questa Stratcom, ma la sua interazione con gli organismi nazionali non è abbastanza robusta".[26]
- L'ex ministro degli Esteri danese Uffe Ellemann-Jensen ha affermato che: "Sono uno strumento eccellente. Non saremmo in grado di farlo in altri modi».[27]
- L'ex primo ministro ceco Bohuslav Sobotka : "Questa squadra è in grado di generare risultati di qualità".[28]
- Edward Lucas, vicepresidente del Center for European Policy Analysis (CEPA), ha affermato che l'East StratCom's Disinformation Review è "il miglior bollettino settimanale sulla propaganda russa in Occidente" dopo un simile progetto ucraino, StopFake, che considera "il gold standard”.[29]
- Secondo il New York Times, East Stratcom funge da "prima linea europea contro questo assalto di notizie false".[30]
- La rivista canadese Maclean's : "Per quanto riguarda chi ha notato per la prima volta che Mosca stava sparando per Freeland, è qualcosa che deve ancora apparire in nessun titolo canadese degli striscioni. Era la task force East StratCom dell'Unione europea, un'unità del servizio per l'azione esterna (il ministero degli esteri e il ramo diplomatico dell'UE). La Task Force è stata istituita nel marzo 2015 come una sorta di sistema di allerta precoce per rilevare le campagne di disinformazione del Cremlino in arrivo".[31]
- East StratCom Task Force in EUobserver : "Otto stati membri hanno esortato il servizio estero dell'UE ad espandere in modo significativo il suo lavoro per contrastare la propaganda russa. In una lettera al capo degli affari esteri dell'UE Federica Mogherini hanno affermato che "di fronte alle incessanti campagne di disinformazione di terze parti ... vediamo un urgente bisogno di rafforzare ulteriormente le capacità StratCom dell'UE (...) East StratCom fa circolare note online che sfatano la disinformazione russa e ha attirato 30.000 follower sul suo account Twitter. Promuove inoltre una copertura positiva dell'UE negli ex stati sovietici".[32] Altro in EUobserver : "La sua revisione della disinformazione, una newsletter settimanale, i suoi tweet e infografiche quotidiane, dovrebbero essere nei laptop e nei telefoni di tutti i deputati e alti funzionari dell'UE".[33]
- Lawfare Blog sulla squadra: "La task force ha dato alcuni contributi significativi agli sforzi per contrastare la guerra di disinformazione. Nel corso della sua operazione, East StratCom ha identificato oltre 3.500 casi di disinformazione (…) Queste statistiche evidenziano la natura globale del problema e il vantaggio di avere un organismo che lavora sulla disinformazione oltre i confini di un singolo paese. La visione sovranazionale di East StratCom le consente inoltre di fornire preziose informazioni sulla strategia e gli obiettivi più ampi delle operazioni di disinformazione pro-Cremlino perché può vederle come un insieme coeso, piuttosto che incidenti isolati nei singoli paesi.[34]

L'ESTF è stata descritta come "probabilmente l'unità anti-disinformazione più ampiamente riconosciuta e criticata istituita per gestire la disinformazione russa". Nel 2020, il New York Times ha scritto che l'ESTF "è unico perché i suoi più grandi sostenitori - paesi dell'Europa centrale e orientale con una storia di influenza comunista - sono anche tra i suoi critici più accesi. Dicono che la task force è stata sottofinanziata e malsostenuta e dovrebbe essere più ambiziosa."

## EUvsDisinfo
EUvsDisinfo è il sito web gestito da ESCTF, con testi prodotti in tredici lingue, che contiene un database con un record di 13800 (ad aprile 2022) di articoli e media giudicati fonte di disinformazione, oltre a sezioni con rassegne settimanali, rapporti, studi sempre su questa problematica, aggiornamenti ed approfondimenti di tematiche quali la disinformazione sulla COVID-19, le interferenze durante le elezioni in Europa, l'Invasione russa dell'Ucraina del 2022 e in generale la disinformazione diffusa in rete contro l'UE. Il sito è multilingue, con i contenuti scritti in: lingua inglese, russa, italiana, spagnola, francese, tedesca, polacca, bielorussa, armena, azera, ucraina, rumena e georgiana.
Gli aggiornamenti di EUvsDisinfo si ritrovano anche in omonime pagine di Facebook, Twitter ed Instagram.

### COVID-19
Nel corso della pandemia di COVID-19 è stata monitorata la disinformazione sull'argomento, con particolare riguardo alle teorie sull'origine del virus e alla validità dei vaccini. Le relative informazioni sono state inserite in "data.europa.eu" il portale ufficiale per i dati europei.

### Caso olandese
Nel 2015 nel database vennero inseriti e indicati come diffusori di disinformazione, erroneamente, tre giornali olandesi (De Gelderlander, GeenStijl e The Post Online) e una radio NPO Radio 1, che nel 2018 si accorsero di questo inserimento e protestarono e intentando causa per diffamazione, che fu ritirata dopo la loro rimozione dal database, con tanto di scuse e l'ammissione dell'errore causato dall'insufficienza di personale al tempo, nel verificare queste tre segnalazioni ricevute dalla ong Promote Ukraine, che non bastarono ad impedire che nel marzo 2018, la Camera bassa del parlamento olandese approvasse una mozione di richiesta di abolizione di EUvsDisinfo, mozione messa ai voti nonostante il ministro degli interni Kajsa Ollongren avesse avvisato che tale proposta sarebbe rimasta isolata all'interno della EU ed avesse giudicato positivamente il fatto che esistesse un sito per la verifica delle informazioni.